# NGC 898
NGC 898 je spirální galaxie v souhvězdí Andromedy. Její zdánlivá jasnost je 13,1m a úhlová velikost 1,8′ × 0,4′. Je vzdálená 252 milionů světelných let, průměr má 130 000 světelných let. Galaxii objevil 17. října 1786 William Herschel.